# Tabernaklet, Stockholm

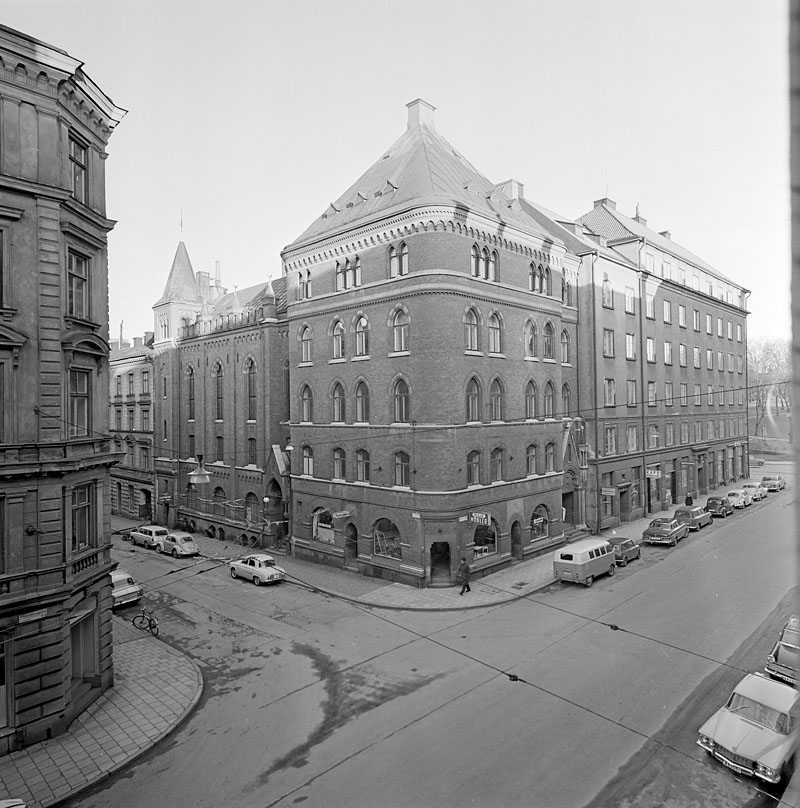
Tabernaklet 1964

Tabernaklet var Stockholms 4:e baptistförsamlings kyrka på Vegagatan 2 / Observatoriegatan 4 i Vasastan i Stockholm.
Kyrkolokalen i kvarteret Adlern Mindre uppfördes 1890–1894 och invigdes den 8 september 1893. Arkitekt var Gustaf Lindgren. Tegeltempelet, med kontrasterande detaljer av kalksten, lånade ett fritt formspråk från den norditalienska gotiken. Kyrksalen var två våningar hög och hade läktare på tre sidor. Den rymde 500 personer. Därtill restes ett anslutande bostadshus i fem våningar. 1929 tillkom en fondmålning av Gabriel Strandberg.
Tabernaklet stängdes 23 februari 1964 då verksamheten flyttade till Norrmalmskyrkan. Byggnaden övertogs då av Frälsningsarmén som året därpå rev byggnaderna. På platsen restes ett nytt bostadshus, ritat av Lennart Billgren, med pensionärslägenheter och samlingslokal för Frälsningsarméns Vasakåren i bottenvåningen.